# Driss Chraïbi
Pour les articles homonymes, voir Chraïbi.
 (février 2015).
Driss Chraïbi (en arabe : إدريس الشرايبي), né le 15 juillet 1926 à El Jadida, au Maroc, et mort le 1er avril 2007 à Valence, dans le département de la Drôme, en France, est un écrivain marocain de langue française, auteur d'une vingtaine de romans. Il a également créé des émissions radiophoniques pour France Culture pendant 40 ans.
Connu dès son premier roman Le Passé simple, Driss Chraïbi aborde des thèmes variés dans son œuvre: colonialisme, racisme, condition de la femme, société de consommation, islam, Al-Andalus, Tiers monde.

## Biographie

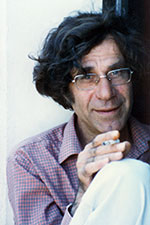
Driss Chraïbi

Né à El Jadida et issu d'une famille fassie, il est élevé à Rabat puis Casablanca. Il fréquente l'école coranique avant d'intégrer l'école M'hammed Guessous de Rabat puis le lycée Lyautey de Casablanca.
Il vient à Paris en 1945 pour étudier la chimie. En 1950, il obtient son diplôme d'ingénieur, puis il exerce divers petits métiers avant de se tourner vers la littérature et le journalisme. Il produit des émissions pour France Culture, fréquente des poètes, enseigne la littérature maghrébine à l'université Laval de Québec et se consacre à l'écriture. En 1955, il épouse Catherine Birckel avec laquelle il a cinq enfants. En 1978, il épouse Sheena McCallion, d'origine écossaise, avec qui il a une fille et quatre garçons.

## Œuvre littéraire
Il se fait connaître par ses deux premiers romans, Le Passé simple (1954) et Les Boucs (1955) d'une violence brutale, et qui engendrent une grande polémique au Maroc, en lutte pour son indépendance.
Le Passé simple décrit la révolte d'un jeune homme contre la grande bourgeoisie marocaine et ses abus de pouvoir incarnés par son père, «le Seigneur», et la suprématie française dans un Maroc colonisé qui essentialise et restreint l'homme à ses origines. Le récit est organisé à la manière d'une réaction chimique. À travers la bataille introspective de ce roman par le protagoniste nommé Driss Ferdi, le lecteur assiste à une critique vive du décalage entre l'islam idéal révélé dans le Coran et la pratique hypocrite par la classe bourgeoise d'un Maroc des années 1940, des difficultés de l'intégration d'un Marocain dans la société française.
Ce dernier point est renforcé dans la suite de ce livre, Succession ouverte (1962), où le même protagoniste, rendu malade par le schisme entre son identité de Marocain et son statut d'immigré en France, se voit obligé de retourner à sa terre natale pour enterrer «le Seigneur», feu son père. C'est une critique plus douce, presque mélancolique, que propose cette fois Chraïbi, mettant en relief la nouvelle réalité française du protagoniste et la reconquête d'un Maroc quitté il y a si longtemps. Succession ouverte pose la question qui hantera l'écrivain jusqu'à ses derniers jours : « Cet homme était mes tenants et mes aboutissants. Aurons-nous un jour un autre avenir que notre passé ? » Question qu'il étend ensuite à l'ensemble du monde musulman.
Dans Les Boucs (1955), l'auteur critique le rapport de la France avec ses immigrés, travailleurs exploités qu'il qualifie de « promus au sacrifice ». C'est le premier livre qui évoque dans un langage haché, cru, poignant, le sort fait par le pays des Lumières aux Nord-Africains.
L'Âne (1956), dans le contexte des indépendances africaines, prédit avant tout le monde leur échec et les dictatures, « ce socialisme de flics ».
De tous les horizons, (1958) est un recueil de récits, traversés et liés par une voix, celle du père de Driss Chraïbi.
La Foule (1961), est une critique voilée du Général de Gaulle. Le héros est un imbécile qui arrive au pouvoir suprême, car, à son grand étonnement, la foule l'acclame dès qu'il ouvre la bouche.
Une page se tourne avec la mort de son père, Haj Fatmi Chraïbi, en 1957. L'écrivain, en exil en France, dépasse la révolte contre son père et établit un nouveau dialogue avec lui par-delà la tombe et l'océan dans Succession ouverte.
Le roman suivant, Un ami viendra vous voir (1967), déroute la critique, qui n'y voit aucun lien avec les préoccupations des Marocains. Et pourtant, les affres de la société de consommation et de la télé-réalité vont gagner aussi le Maroc. Encore une fois, Driss Chraïbi se révèle devancier.
Il renoue avec la séquence des "romans de famille" à travers La Civilisation, ma Mère!... (1972), tentant d'apporter une réponse aux interrogations sur le rôle de la femme marocaine. Deux fils vont aider leur mère à se libérer du carcan de la société patriarcale et à trouver sa propre voie. C'est la première fois que la question de la femme est évoquée dans la littérature marocaine.
Changement de thématique à nouveau avec Mort au Canada (1975), un roman intimiste bâti comme une symphonie musicale. Le temps de cette partition, le protagoniste n'est point écrivain, mais musicien.
Le retour au Maroc s'annonce avec Une enquête au pays (1981), où son héros et alter-ego, l'Inspecteur Ali, fait sa première apparition. Ici, il part en mission officielle ... au fin fond de l'Atlas marocain! Deux mondes que tout oppose: ville et montagne, l'appareil de l'État et la fière tribu berbère.
Viennent ensuite La Mère du printemps (1982) et Naissance à l'aube (1986). Driss Chraïbi y narre la chevauchée des cavaliers arabes venus apporter l'islam en Ifrikiya, le Maghreb d'antan. Si les Berbères vont adopter l'islam, ils sauront aussi préserver leur identité, à travers leur chef, Azwaw Aït Yafelman. Lequel, sous le nom de l'Iman Filali, va être témoin de la conquête de l'Andalousie par le général Tariq Ibn Ziyad. Un monde où Arabes, Berbères, Juifs vivent côte à côte à la recherche de l'idéal. Mais cette ère utopique ne va pas perdurer.
L’inspecteur Ali (1991), rédigé après un séjour au Maroc de 1986 à 1988, raconte, de façon humoristique, la rencontre de deux cultures, vue à travers le narrateur, Brahim O'Rourke, qui reçoit ses beaux-parents, venus d’Écosse. Écrivain de polars à succès, dont le héros n'est autre que l'omniprésent Inspecteur Ali, Brahim aspire à écrire un roman plus profond, "Le deuxième Passé simple". Une réflexion sur le processus et le sens même de l'écriture.
Après dix ans de gestation, Driss Chraïbi publie, en effet, L'Homme du Livre (1994), ouvrage qu'il décrit comme « l'œuvre de sa vie ». Le héros n'est autre que le prophète de l'Islam, Mohammed, pendant les trois jours qui ont précédé la Révélation. Ici, le roman côtoie la poésie et le sacré. On voit un homme seul face à lui-même, luttant pour accéder à la Vérité. Le livre s'achève au moment où la Révélation s'annonce.
Retour à la série policière des enquêtes ayant pour héros l'inspecteur Ali, qui se poursuit avec Une place au soleil (1993), L’Inspecteur Ali à Trinity College (1996) et L'Inspecteur Ali et la C.I.A. (1997). L'inspecteur continue à mener ses enquêtes décapantes, hors normes, au Maroc, puis à l'étranger. Ainsi, à travers ce qui semble être des polars, l'auteur dénonce les travers du Maroc et de l'Occident sur un ton plus ironique.
Enfin viennent les Mémoires. Vu, lu, entendu (1998) décrit l'enfance de l'écrivain au Maroc, le colonialisme, le lycée français, la Deuxième Guerre mondiale, l'arrivée des Américains à Casablanca pour s'achever sur son arrivée en France. Il en profite pour remettre les pendules à l'heure concernant la relation avec son père qu'une certaine lecture à sens unique du Passé simple a toujours supposé et enseigné. Dans le deuxième volet des Mémoires, Le Monde à côté (2001), il raconte sa vie d'écrivain et sa vie privée d'une façon apaisée.
Son ultime livre, L'Homme qui venait du passé (2004), est une nouvelle enquête de l'inspecteur Ali, sur la mort imaginée d'Oussama Ben Laden à Marrakech, dont les ramifications seront à l'échelle planétaire. Il y tente une dernière fois de répondre à sa question fondamentale: « Aurons-nous un jour un autre avenir que notre passé ? » Le livre s'achève en forme de question ouverte. Qui, de l'auteur ou de l'inspecteur Ali, aurait tué l'autre ?
Driss Chraïbi s'éteint à 80 ans, le dimanche 1er avril 2007, dans la Drôme, où il résidait depuis 1988. Il emporte avec lui le secret du livre qu'il était en train d'écrire. Il repose désormais à Casablanca, au Cimetière des Chouhada, à côté de son père comme il le souhaitait.

### Romans
- Le Passé simple, Denoël,1954, Gallimard Folio, 1986
- Les Boucs, Denoël, 1955, Folio, 1989
- L'Âne, Denoël, 1956, Folio, 2012
- De tous les horizons, Denoël, 1958, réed. La Croisée des Chemins, Casablanca, 2015. D'autres voix, Soden, 1986
- La Foule, Denoël, 1961, rééd. 2016
- Succession ouverte, Denoël, 1962, Folio, 1979
- Un ami viendra vous voir, Denoël 1967
- La Civilisation, ma Mère !..., Denoël, 1972, Folio, 1988
- Mort au Canada, Denoël, 1975
- Une enquête au pays, Seuil 1981, Points, 1982  (ISBN 2-02-006240-2)
- La Mère du printemps, Seuil, 1982, Points, 1986
- Naissance à l'aube, Seuil, 1986, Points, 1999
- L’inspecteur Ali, Denoël, 1991, Folio, 1993
- Une place au soleil, Denoël, 1993, Points, 2012
- L’Homme du Livre, Eddif - Balland, 1994, réed. Denoël, 2011
- L’Inspecteur Ali à Trinity College, Denoël, 1996, Points, 2016
- L'Inspecteur Ali et la C.I.A., Denoël, 1997, Points, 2011
- L'homme qui venait du passé, Denoël, 2004, Folio, 2006

### Mémoires
- Vu, lu, entendu, Denoël, 1998. Folio, 2001
- Le Monde à côté, Denoël, 2001. Folio, 2003

### Entretiens
- Une vie sans concessions, Tarik - Zellige, 2008 (Entretiens réalisés par Abdeslam Kadiri

### Ouvrage de littérature d'enfance et de jeunesse
- L'âne k'hal, Soden, 1987
- L'âne k'hal à l'école, Soden, 1987
- Le lièvre et la tortue, Soden, 1987
- Les Aventures de l'âne Khâl, Seuil, coll. « Petit point » no 47, 1992
- L'âne k'hal invisible, Yomad, 1999
- L'âne k'hal à la télévision, Yomad, 1999
- L'âne k'hal maître d'école, Yomad, 1999. Traduction en arabe, Yomad, 2009

### Textes radiophoniques
- L'Homme qui était mort, France Culture, avril 1979
- D'autres voix, France Culture, 1981
- La Greffe, France Culture, 26 juin 1966; avec une présentation de Kacem Basfao, Alger, éditions El Kalima, collection Petits Inédits Maghrébins, 2020, 128 p.

### Prix littéraires et distinctions
Driss Chraïbi a reçu de nombreux prix littéraires, dont celui de l'Afrique méditerranéenne pour l'ensemble de son oeuvre en 1973, le prix de l'Amitié franco-arabe en 1981 et le prix Mondello pour la traduction de Naissance à l'aube en Italie. Nascita all'alba, Edizioni Lavoro, 1987.
Il fut nommé Chevalier dans l'Ordre des Arts et des Lettres, le 10 février 1986, en reconnaissance de sa contribution à la culture francophone.